# 王承恩

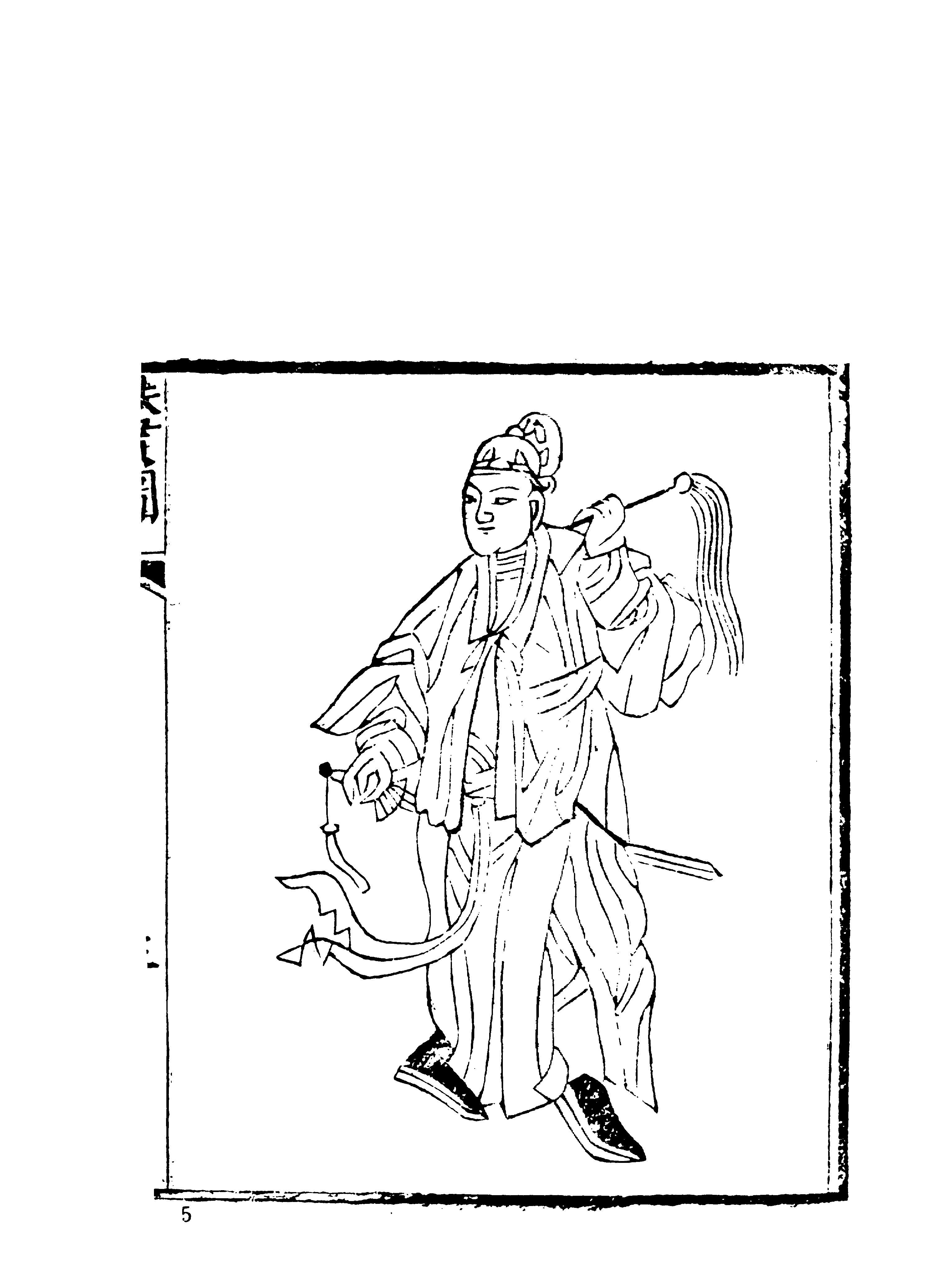
王承恩

王 承恩（おう しょうおん、? - 崇禎17年3月19日（1644年4月25日））は、明末の宦官。

## 生涯
順徳府邢台県の出身。明の最後の皇帝であった崇禎帝に仕えた。明末になると、王朝内部の乱れから宦官にも賄賂が横行していたが（ホンタイジが宦官を買収して袁崇煥を殺害させたこともある）、この王承恩のみは崇禎帝に忠実で、目立たぬ存在だったという。
李自成の反乱が拡大して首都の北京にまで迫ると、多くの宦官は李自成の調略を受けて寝返った。しかし王承恩のみは承知せず、「国の滅亡は承知しています。ですが陛下（崇禎帝）のお世話を最後までする者も必要でしょう」と述べて応じなかったという。崇禎17年（1644年）3月に李自成の反乱軍が北京を包囲すると、宦官はもとより文武百官全てが崇禎帝を見捨てて李自成軍に降伏し、王承恩のみが崇禎帝のもとに駆けつけた。
崇禎帝は覚悟を決めると、紫禁城の北にある景山に赴き、王承恩も従った。王承恩は、朱慈烺ら崇禎帝の幼少の息子を逃がすために粗末な着物を用意して逃亡先を手配し、崇禎帝が娘の長平公主を斬ったときにはまだ息があるのを確かめ、近くにいた侍女に手当てをさせて密かに落ち延びさせるようにするなど、様々な手配をしたという。崇禎帝が景山で首を吊って自殺すると、王承恩も皇帝の隣で首を吊って殉死した。
李自成の命令で、天寿山に皇貴妃田秀英の墓が開かれ、崇禎帝と周皇后が合葬された。これが、今日も崇禎帝の陵墓として残る思陵（明の十三陵の一つ）となった。王承恩も思陵の側に附葬された。

## 人物
宦官といえばとかく汚職や裏切りなどで評判が悪いが、この王承恩は皇帝に殉じた忠烈の臣として顕彰されている。崇禎帝の墓の近くに彼の墓はあり、そこには亀趺碑が建てられて忠烈を評されている。朝鮮王朝や江戸幕府でもその忠烈は評価された。